# 練馬区立光が丘第八小学校
練馬区立光が丘第八小学校（ねりまくりつ ひかりがおかだいはちしょうがっこう）は東京都練馬区光が丘1丁目にある公立小学校。

## 沿革
- 1988年（昭和63年）3月25日 - 校舎建設着工。
- 1989年（平成元年）
  - 3月31日 - 校舎竣工。
  - 4月1日 - 開校。
  - 4月6日 - 入校式と最初の始業式および第1回入学式挙行。開校時点の児童数は531名、学級数は16。
  - 9月13日 - 校章制定。
  - 10月9日 - 校歌作成。
  - 10月30日 - 校旗作成。
  - 11月15日 - 開校記念祝典挙行。
- 1990年（平成2年）
  - 3月24日 - 第1回卒業式挙行。最初の卒業生は75名。
  - 8月31日 - 普通教室の防音工事完了。
  - 10月27日 - 時計塔の会（PTA）発足。
- 1991年（平成3年）8月23日 - 特別教室の防音工事完了。
- 1992年（平成4年）3月24日 - 観察池・川が完成。
- 1993年（平成5年）
  - 3月20日 - サッカー練習板が完成。
  - 6月1日 - 土遊び場とうさぎ遊び場が完成。
  - 12月10日 - プール塗装工事が完了。
- 1994年（平成6年）2月28日 - 飼育小屋補修と遊具塗装工事が完了。
- 1995年（平成7年）1月17日 - 池周辺へのフェンス設置工事が完了。
- 1996年（平成8年）
  - 3月19日 - 備蓄倉庫が完成。
  - 9月30日 - 浄化槽工事が完了。
- 1998年（平成10年）12月28日 - 校舎外壁（昇降口周り）の塗装工事が完了。
- 1999年（平成11年）
  - 3月19日 - 花壇フェンス工事が完了。
  - 3月31日 - トイレ洋式化工事完了。
  - 6月9日 - 開校十周年記念式典挙行し、記念集会開催。
- 2000年（平成12年）
  - 3月1日 - パソコンルームが完成。
  - 3月13日 - 開校十周年記念モニュメント「レインボウドリーム」完成お披露目会開催。
- 2001年（平成13年）3月30日 - 6学年2教室のフローリング工事が完了。
- 2003年（平成15年）3月31日 - プール濾過装置交換工事が完了。
- 2005年（平成17年）
  - 3月31日 - プール塗装工事が完了。
  - 5月23日 - 普通教室への扇風機取り付け工事が完了。
- 2006年（平成18年）4月1日 - 知的障害「わかば学級」開級。
- 2007年（平成19年）4月1日 - 心のふれあい相談室新装開設。
- 2009年（平成21年）
  - 6月5日 - 開校二十周年記念集会開催。
  - 6月27日 - 開校二十周年記念式典挙行。
  - 8月31日 - 新視聴覚室が完成。
  - 11月30日 - 新給食室が完成。
- 2010年（平成22年）3月16日 - 新わかばルームが完成。
- 2011年（平成23年）
  - 3月29日 - 学校応援団設立。
  - 4月1日 - 給食自校調理開始。
  - 10月22日 - 校庭を改修し、一部を芝生化。
  - 12月8日 - パソコンルームの機器を更新。

## 通学区域
出典
- 練馬区
  - 田柄4丁目（34番～49番）
  - 光が丘1丁目（全域）

## 進学先中学校
出典
- 練馬区立光が丘第三中学校

## 学校周辺
本校校地北側は板橋区との区境線となっており、「○」印が付されている施設は板橋区に所在する。
- UR都市再生機構むつみ台団地 - 練馬区立光が丘ゆりのき緑地をはさんで、敷地が隣接。
  - 練馬区立光が丘児童館
  - 練馬区立光が丘保育園 - 進級前保育園のひとつ
- 練馬区立光が丘ゆりのき緑地 - 敷地が隣接。
- UR都市再生機構光が丘パークタウンゆりの木通り南 - 練馬区道をはさんで、敷地が隣接。
- 練馬区立光が丘第二保育園 - 進級前保育園のひとつ
- 練馬区立ゆりの木通り南公園 - 敷地が隣接。
- ○板橋区立赤塚新町小学校
- ○UR都市再生機構光が丘パークタウンゆりの木通り北 - 6号棟と10号棟は、道路をはさんで、敷地が隣接。　
  - ○板橋区立ゆりの木児童館
  - ○コスモメイト成増保育園ゆりの木別園
- 東京都立光が丘公園 - 敷地北東部の一部は板橋区にかかる。
- 練馬区立田柄保育園 - 進級前保育園のひとつ
- 東京マイコープセンター
- このほか、上述のマンション・アパート以外の住宅施設も点在する。

## 交通アクセス
- 東京メトロ有楽町線・副都心線地下鉄赤塚駅から、徒歩8分。
- 東武鉄道東上線下赤塚駅から、徒歩9分。
- 都営地下鉄大江戸線光が丘駅から、徒歩18分。

以下は学校ホームページの「アクセス」には記載は無いが、アクセスは可能。
- 西武バス「練47」系統で、「田柄四丁目」停留所下車後、徒歩約5分。